# Nelly Sachs
Nelly Leonie Sachs (født 10. december 1891 i Berlin, død 12. maj 1970 i Stockholm) var en tysk lyriker og forfatter. 16. maj 1940 kom hun som flygtning til Sverige sammen med sin mor. Sachs modtog Nobelprisen i litteratur i 1966 (delt med Samuel Josef Agnon).

## Liv
Sachs voksede op i Maaßenstraße 12 i Schöneberg-bydelen som eneste barn i en privilegeret jødisk familie, og førte frem til Hitlers magtovertagelse i 1933 et beskyttet liv i den tyske overklasse. Hun studerede dans og litteratur, og hendes højeste ønske var at blive danserinde. Hun begyndte også tidligt at skrive, og fik som femtenårig Gösta Berlings saga som gave. Begejstret skrev Sachs til Selma Lagerlöf, der også svarede hende og blev et forbillede for Sachs.
Imidlertid ønskede Sachs ikke at genudgive sine tidlige arbejder, hvoraf det første, Legenden und Erzählungen fra 1921, genspejler en kristen-intellektuel verden påvirket af Jakob Böhmes mysticisme, den tyske romantik og katolsk middelalder. Efter 1933 opdagede Sachs, i lighed med mange andre assimilerede jøder, sin jødiske arv og et slægtskab til Jakob Böhme i den jødiske Zohar.
Nelly Sachs' far døde i 1930, men hun blev boende i Berlin sammen med sin mor Margarete. I 1940 blev de to kvinder afhørt af Gestapo, der raserede deres lejlighed. De fik en uge på sig, inden de ville blive deporteret til en koncentrationslejr.
"At leve under trussel indebærer at befinde sig i en åben grav uden død," skrev Nelly Sachs. Flere detaljer ved flugten handler om de underligste tilfældigheder: Sachs kontaktede allerede i 1938 Selma Lagerlöf om hjælp til et visum i Sverige, men fik intet svar. En veninde af familien rejste til Värmland for personligt at forklare Lagerlöf den vanskelige situation. Utroligt nok blev hun påkørt af en bus undervejs. I januar 1939 skrev Nelly Sachs et nyt brev til Lagerlöf, hvor hun tryglede om hjælp, men fik heller ikke nu noget svar. Den skadede veninde blev udskrevet fra sygehus, og lykkedes denne gang i at nå frem til Mårbacka; men nu blev Lagerlöf forstyrret af bygningsarbejdere oppe på taget, og ikke ét ord nåede frem. Dagen efter gjorde veninden et sidste forsøg; i desperation skrev hun med store bogstaver en bøn om hjælp til Nelly Sachs. Selma Lagerlöf huskede intet om sin brevkontakt med Sachs; men nu klarnede hun til, og gik med til at skrive et anbefalingsbrev til svenske myndigheder: "Det er af betydning for mig, at frk Sachs modtages i Sverige." Visum til Sverige - dog kun som transitland - blev udstedt, og prins Eugen af Sverige hjalp til med at finde kautionister som en forsikring om, at Nelly Sachs ikke skulle falde den svenske stat til byrde. 16. marts 1940 døde Lagerlöf og kunne ikke have hjulpet.
En tilsvarende nerveanspændelse var den måned, Sachs gik og ventede på de 175 kroner, som et visum ville koste. Hun modtog deportationsordren og visum til Sverige på samme dag. Hun og hendes mor fik plads på det sidste fly fra Berlin til Stockholm.
Sachs og hendes mor boede i en etværelses med pibende vandrør og -kraner nederst i Bergsundsgatan 23 med udsigt til baggården i Drakenberg-området i Stockholm. Nelly Sachs blev svensk statsborger i 1951, lærte svensk og viede meget af sin tid til oversættelse af Gunnar Ekelöf og andre svenske lyrikere. Hun har både udgivet egne bøger og oversat svensk lyrik til tysk. Hendes kendteste skuespil er Eli: Ein Mysterienspiel vom Leiden Israels (= Eli: et mysteriespil om Israels lidelse) fra 1951. Eli blev senere opført både som hørespil og som opera.
I 1960 blev Sachs indhentet af fortiden, og var længe på sygehus efter et sammenbrud. I 1965 fik hun Friedenspreis des Deutschen Buchhandels og året efter på sin fødselsdag Nobelprisen i litteratur. Hun blev utnævnt til æresborger af Berlin i 1967. Samme år blev digtet O, die Schornsteine (= Å, skorstenene) trykt. Hun er gravlagt på den jødiske kirkegård i Stockholm.

### FraKommer nogen
En fremmed har altid
sit hjemsted på armen som en forældreløs
han måske ikke søger andet til
end en grav

### FraÅ, skorstenene
På de sindrigt udtænkte dødens boliger
da Israels krop, opløst i røg,
drog gennem luften -
da fejeren modtog en stjerne, der sortnede
eller var det en solstråle?

## Værker
- In den Wohnungen des Todes (= I dødens boliger), 1947
- Die Leiden Israels, 1951
- Fahrt ins Staublose. Die Gedichte, Band 1, 1961
- Zeichen im Sand. Die szenischen Dichtungen, 1962
- Ausgewählte Gedichte, 1963
- Landschaft aus Schreien, 1966
- Gedichte, 1977
- Suche nach Lebenden. Die Gedichte, Band 2, 1979
- Frühe Gedichte und Prosa, 1983